# ترزین (ناحیه هودونین)
ترزین (به چکی: Terezín) یک منطقهٔ مسکونی در جمهوری چک است که در ناحیه هودونین واقع شده‌است. ترزین ۳٫۷۴ کیلومتر مربع مساحت و ۴۰۴ نفر جمعیت دارد و ۱۸۴ متر بالاتر از سطح دریا واقع شده‌است.